# Zap Zap
Zap Zap (in seguito Zap Zap TV) è stato un programma televisivo per ragazzi, trasmesso su TMC dal 1996 al 2000, il primo della gestione Cecchi Gori.

## Storia del programma
Si trattava di un contenitore in cui erano trasmessi cartoni animati (prevalentemente anime degli anni ottanta) e giochi coi bambini del pubblico in studio. Il programma andava in onda dal 1996 dalle ore 18:00 alle ore 19:30, condotto da Ettore Bassi e Alessandra Luna, Marta Iacopini e Guido Cavalleri, Lucio Gardin, Fabrizio Apolloni e Walter Rolfo. Solo per la prima stagione (gennaio - giugno 1996) vi fu anche un'edizione della mattina (intitolata Buongiorno Zap Zap), condotto da Gabriele Pao-Pei Andreoli e Alessandra Luna. Successivamente i testi erano di Marco Di Tillo, per la prima volta al lavoro per TMC (dopo molti anni di permanenza in Rai), soprattutto nella fascia ragazzi. La produzione esterna era della Pixel di Guido Giusti e Paola Massiah.
Nelle prime edizioni, la mascotte del programma era il telecomando arancione che compariva inizialmente nel bumper promozionale della rinnovata TMC di Cecchi Gori, e poi nella videosigla (cantata dai Cartoon Kids), mentre nelle ultime un grande pupazzo sempre arancione di nome Zap.
Il programma ebbe anche una versione estiva, ambientata in alcune rinomate località turistiche italiane marittime e montane.

## Titoli trasmessi suZap Zap
Come già riportato qui sopra, all'interno del programma erano trasmessi prevalentemente anime degli anni ottanta distribuiti dalla Doro TV Merchandising i cui diritti furono acquistati da Cecchi Gori (spesso con nuove sigle cantate dal gruppo dei Cartoon Kids, già trasmesse all'interno del The Lion Trophy Show), tuttavia su Zap Zap non mancarono diversi cartoni in prima visione assoluta, come ad esempio Kangoo, La storia infinita, Anche i cani vanno in paradiso (la serie basata sul film di Don Bluth), Ranma ½ (versione censurata) e B't X - Cavalieri alati.
Ecco una lista dei vari anime/cartoni e telefilm trasmessi, tra parentesi il titolo della sigla del programma:

### Cartoni occidentali
- Albertone
- Anche i cani vanno in paradiso (ribattezzato "Charlie, anche i cani vanno in paradiso") [1ª TV]
- Calamity Jane, la leggenda del West [1ª TV]
- Capitan Zeta
- Davy Crockett [1ª TV]
- G.I. Joe Extreme [1ª TV]
- Gli amici Cercafamiglia (ribattezzato "Gli Amici Cerca Famiglia")
- I miserabili
- I Superamici
- Kangoo [1ª TV]
- La pietra dei sogni
- La storia infinita [1ª TV]
- Loggerheads - Teste di legno [1ª TV]
- Potsworth & Co.
- SilverHawks
- The Karate Kid
- Twinkle [1ª TV]

### Anime giapponesi
- Arbegas
- Arrivano i Superboys
- B't X - Cavalieri alati (solo la stagione 1) [1ª TV]
- Belfy e Lillibit
- Bia la sfida della magia
- Blue Noah
- Coccinella
- Conan il ragazzo del futuro
- Cybernella
- Don Chuck castoro
- Galaxy Express 999
- Gli gnomi delle montagne
- Gordian
- Hello Sandybell (ribattezzato "La mia amica Sandy Bell")
- I fantastici viaggi di Fiorellino
- Ikkyusan il piccolo bonzo
- Il piccolo detective
- Favole dal mondo
- Judo Boy
- Laserion
- L'Uomo Tigre, il campione
- La spada di King Arthur (ribattezzato "King Arthur")
- Le avventure di Huckelberry Finn (ribattezzato "Huck Finn")
- Mademoiselle Anne (ribattezzato "Madamoiselle Anne")
- Mimì e le ragazze della pallavolo
- Mr. Baseball
- Muteking
- Mysha
- Nello e Patrasche
- Pat, la ragazza del baseball
- Ranma ½ (ribattezzato "Ranma") [replica + 1ª TV nuovi episodi]
- Rocky Joe
- Ryu il ragazzo delle caverne
- Sally la maga
- Sam il ragazzo del West
- Sampei (ribattezzato "Sampei, il nostro amico pescatore")
- Starzinger
- Tom Story
- Tommy la stella dei Giants
- Ugo re del judo
- Vultus 5

### Telefilm
- Free Spirit [1ª TV]
- Il faro incantato (solo la stagione 1)
- La tata e il professore
- Parker Lewis
- Qua la zampa

## Curiosità
- Il programma è presente mentre è in onda in televisione in alcune scene del film Il Ciclone di Leonardo Pieraccioni prodotto da Cecchi Gori, da poco proprietario di TMC.